# Driving Towards the Daylight
Driving Towards the Daylight – dziesiąty album studyjny amerykańskiego gitarzysty bules-rockowego Joego Bonamassy. Wydawnictwo ukazało się 22 maja 2012 roku nakładem wytwórni muzycznej J&R Adventures. Płyta dotarła do 23. miejsca zestawienia Billboard 200 w Stanach Zjednoczonych.

## Lista utworów
Opracowano na podstawie materiału źródłowego.
| Nr  | Tytuł utworu                   | Autorzy                                                            | Długość |
| --- | ------------------------------ | ------------------------------------------------------------------ | ------- |
| 1.  | „Dislocated Boy”               | Joe Bonamassa                                                      | 6:40    |
| 2.  | „Stones in My Passway”         | Robert Johnson                                                     | 3:58    |
| 3.  | „Driving Towards the Daylight” | Bonamassa, Danny Kortchmar                                         | 4:50    |
| 4.  | „Who's Been Talking?”          | Chester Burnett                                                    | 3:28    |
| 5.  | „I Got All You Need”           | Willie Dixon                                                       | 3:04    |
| 6.  | „A Place in My Heart”          | Bernie Marsden                                                     | 6:48    |
| 7.  | „Lonely Town Lonely Street”    | Bill Withers                                                       | 7:08    |
| 8.  | „Heavenly Soul”                | Bonamassa                                                          | 5:55    |
| 9.  | „New Coat of Paint”            | Tom Waits                                                          | 4:06    |
| 10. | „Somewhere Trouble Don't Go”   | Buddy Miller                                                       | 4:59    |
| 11. | „Too Much Ain't Enough Love”   | Jimmy Barnes, Jonathan Cain, Neal Schon, Randy Jackson, Tony Brock | 5:37    |
|     |                                |                                                                    | 56:33   |